# Sueño de amor
Sueño de amor (lit. Sonho de Amor) é uma telenovela mexicana produzida por José Rendón para a Televisa e exibida pelo Canal de las Estrellas entre  17 de maio e 20 de agosto de 1993. 
Foi protagonizada por Angélica Rivera e Omar Fierro e antagonizada por Sergio Basañez, Fernando Luján, Malena Doria, Héctor Suárez Gomis e Cynthia Klitbo.

## Enredo
As diferenças sociais e as maldades de uma mulher impedem que a doce Isabel encontre o seu "sonho de amor". Dois homens estão lutando pelo amor de Isabel: Mauricio, um homem rico, simpático e sensível que quer transformá-la em um artista de concertos e Antonio, um vizinho pobre que consegue obter um diploma de Direito. Isabel se casa com Maurício, mas sua família se opôs e a expulsam de casa. Mais tarde, Isabel descobre a verdadeira personalidade de seu marido: ele é fraco, histérico e não é capaz de superar as dificuldades da vida, também é muito ciumento. 
Isabel foi criada na pobreza por seu avô doente, Anselmo, e sua esposa, a malvada Aurélia , que na verdade esconde uma fortuna, como resultado de suas atividades como usurária. Aurelia prometeu Nacho, um bêbado, que ele vai se casar com Isabel em troca de dinheiro que ela lhe dará. Depois do casamento, por ordens de Aurelia, a quadrilha de Poncho sequestra Isabel e a leva para Nacho para que ele a viole. Mas quando Isabel briga com Nacho, alguém atira e o mata e, em seguida, seu corpo desaparece ... Então Isabel é acusada de assassinato e vai presa por um crime que ela não cometeu . Mauricio a abandona e volta a viver com sua família. Apenas Antonio acredita em sua inocência e a defende no processo. Ela consegue ser absolvida, seu casamento é anulado e ela encontra seu "sonho de amor" ao lado de Antonio.

## Elenco
- Angélica Rivera - Isabel González Hernández
- Omar Fierro - Antonio Montenegro
- Cynthia Klitbo - Ana Luisa Montenegro Ferrer
- Sergio Basañez - Mauricio Montenegro Ferrer
- Fernando Luján - Ernesto Montenegro
- Guillermo Zarur - Nacho Pilar
- Tony Carbajal - Anselmo Hernández
- Tony Bravo - Carlo Lombardo
- Héctor Suárez Gomis - Poncho Vera
- Rosangela Balbó - Marcela Ferrer de Montenegro
- María Fernanda García - Ligia Escalante
- Laura Martí - Nora "La Chikis"
- Meche Barba - Teresa
- Rosa María Bianchi
- Bruno Bichir - Franci
- Rafael Banquells Jr. - Manuel
- Fidel Garriga - Adrián
- María Prado - María
- Francisco Avendaño - Armando
- Malena Doria - Aurelia
- Eugenio Cobo - Federico

## Exibição
Foi reprisada pelo canal TLNovelas entre 20 de abril a 24 de julho de 1998.

## Prêmios e indicações

### Prêmios TVyNovelas 1994
| Categoria          | Nominado(a)     | Resultado |
| ------------------ | --------------- | --------- |
| Revelação feminina | Angélica Rivera | Indicado  |